# 王国忠 (1960年)
王国忠（英語：Ernest Wong，1960年—），男，祖籍浙江镇海，生于香港，澳大利亚华裔政治人物。

## 生平
1960年生於香港，祖籍浙江寧波鎮海縣，今屬北侖區新碶。早年在香港成長，中學畢業於香港九龍華仁書院, 香港一間甚有聲望的羅馬天主教男校。該學校由耶穌會中國教區（Chinese Province of the Society of Jesus）管理，是九龍區第一間用英語教學的中學。
王國忠於1979年，赴澳大利亞留學，入讀於澳大利亞悉尼男子高校。之後獲取亞新麥考瑞大學商業及法律雙學士。
在成爲新州上議員前，他是獅子會（the Lions Club）、威斯敏醫學研究基金會（the Westmead Medical Research Foundation）、體育俱樂部、老年權益團體及智障兒童服務機構等其他組織的積極會員。他通曉英語、廣東話及普通話。

### 政治歷程
王國忠被選為新州上議員前，一直活躍於各政治及社區領域。他在2000年代表團結黨（Unity Party）成功入選寳活市政府（Burwood Council），成為寶活市於1874年建市以來首位華裔議員。並歷任寶活市（Burwood）副市長、市長，於2003 年成為該市首位華裔巿長。
團結黨是1997年成立的以多元文化為政綱的非主流政黨，是為反對當時反移民為政策的韓森（Pauline Hanson）單一國家黨的崛起而建立的，團結黨在2016年解散。
在王國忠當選為寳活市政府議員的第一年，他建立了首個多元文化委員會，並隨後擔任幾個委員會的主席，例如：山打根二戰澳洲戰俘紀念委員會（the Sandakan Committee）、無障礙委員會（Access Committee）、商業中心指導委員會（Business Centre Steering Committee）以及安全委員會（the Safety Committee）。
在任期間，王國忠建立多個中國、韓國、意大利、黎巴嫩及希臘與寶活市的友好城市.在推動中國文化立足於澳大利亞方面，他推動寶活市內西區首個春節嘉年華會並將之列入為市政府年度活動, 及在市內豎立澳洲全國首個孔子像。
在2003年新州州大選中，王國忠曾代表團結黨帶領一支以各族裔組成的團隊競選上議院議席，但因當年新州選舉撥票制度改革而落敗。2004被推舉為團結黨主席。
之後在2005年，王國忠加入工黨。他在2011年新州州大選中是工黨的上議員候選人，在黨內選票排名第八。他當時為新州州長擔任公民政策幕僚一職及之後在工黨擔任社區聯絡主任一職。
2013年5月23日，在新州上下議院特別聯合議會上，王國忠被工黨推舉接任填補上議院中因前工黨財長埃裡克·勞茲達（Eric Roozendaal）辭職而空缺的一席, 宣誓加入新州上議院 [4]. 成為新州歷史上第四位華人上議院議員[5]。 
王國忠在從政之前及之後都一直積極參與社區服務、特別是弱勢群體。他於2008年成立特別兒童服務中心（Special Children Service Centre）, 以協助有智力障礙的不同文化背景的兒童, 並獲委任為多個慈善組織的永久名譽會長。他被委任為威斯敏醫院醫學研究基金會董事局成員達七年之久。在履任新州議會議員時因避嫌而請辭。
在新州議會他列席及參加多項以研究社會問題為主題的調查及聽政委員會, 包括新州的賭博影響 （The Impact of Gambling）和 人口販運 (Human Trafficking in New South Wales)專責委員會等。他的演講包括澳洲貧窮情況（Poverty in Australia）,抑鬱症（Depression） 及 社會企業創新（Social Enterprise Initiative）等。目前，他正致力於向新州上議院進行咨詢，以改變新州無家可歸者的現象。
此外，王國忠就日本帝國在二戰期間的入侵發出了強烈的譴責，並發表了許多有關戰爭和慰安婦的演講。 
在 2017年5月，在阻止新州合法化墮胎的議案上，王國忠是與自由黨及國家黨投一致票的三名工黨議員之一。他還否決了其他爭議議案，如2014年新州議會同性婚姻合法化的議案及2017年11月安樂死議案。
王國忠先前被曝已成為中共情報機構統戰的對象。

## 政見
在就任演說時王國忠表示要使少數民族社區包括華人社區能夠有機會接觸及了解澳大利亞政治達致大家能平等地參與政治議論, 所以一直保持每週在華文媒體發表一篇政論[2]; 及培養華裔新一代參與政治，所以創立了澳洲未來領袖研習所，每年在議會舉辦未來領袖研習班，提供學習政治及演講能力訓練，並帶領年青人參與社會活動.
王國忠一直維持的政治理念是倡導澳大利亞多元文化下的社會正義和社會平等。他的政治動向集中於社區發展、機會公平和社會和諧。多元文化主義和反歧視是他的理念中心。

## 家庭
王國忠已婚，並育有兩名子女。